# بنك بيمو السعودي الفرنسي
بنك بيمو السعودي الفرنسي (BBSF) هو بنك سوري خاص. كان أول بنك خاص يعمل في سوريا عندما بدأ عملياته في 4 يناير 2004. المساهمون الرئيسيون هم بنك بيمو اللبناني, البنك السعودي الفرنسي .